# Metiluli
Metiluli ist eine osttimoresische Aldeia im Suco Metagou (Verwaltungsamt Bazartete, Gemeinde Liquiçá). 2015 lebten in der Aldeia 532 Menschen.

## Geographie
Metiluli bildet den Norden des Sucos Metagou. Südlich liegt die Aldeia Caleulema. Im Westen grenzt Metiluli an den Suco Maumeta, im Nordosten an den Suco Lauhata und im Osten an den Suco Fatumasi. Die Flüsse Nunupupolo im Westen und Hatunapa im Osten fließen nach Norden ab, wo sie gemeinsam den Carbutaeloa bilden.
Eine Straße durchquert den Westen der Aldeia. Von ihr zweigt eine weitere Straße ab, die an die Nordspitze der Aldeia führt. Im Süden von Metiluli befindet sich das Dorf Metaluli. Weitere Besiedlung liegt an den Straßen.

## Politik
2023 wurde Joaquim da Silva zum Chefe de Aldeia gewählt.